# 斑颈穗鹛
斑颈穗鹛（学名：Stachyris strialata），是画眉科穗鹛属的一种，分布于缅甸、老挝、中国大陆、越南、泰国和印度尼西亚。该物种的保护状况被评为无危。
斑颈穗鹛的栖息地包括亚热带或热带的湿润低地林、亚热带或热带的（低地）湿润疏灌丛和亚热带或热带的湿润山地林。该物种的模式产地在印度尼西亚苏门答腊的巴东Padang。

## 亚种
- 斑颈穗鹛海南亚种（学名：Stachyris strialata swinhoei），是中国的特有物种。分布于海南等地，多生活于海拔600-800米热带山地雨林。该物种的模式产地在海南五指山。[3]
- 斑颈穗鹛西南亚种（学名：Stachyris strialata tonkinensis）。分布于越南以及中国大陆的云南、广西等地，一般栖息于在云南南部见于海拔800米左右的阔叶林。该物种的模式产地在越南北部泰年ThaiNien。[4]